# Saratoga (Wyoming)
Saratoga è un centro abitato (town) degli Stati Uniti d'America, situato nella Contea di Carbon dello Stato del Wyoming. Nel censimento del 2000 la popolazione era di 1.726 abitanti.

## Geografia fisica
Secondo i rilevamenti dell'United States Census Bureau, la località di Saratoga si estende su una superficie di 9,3 km², dei quali 8,8 km² occupati da terre e 0,5 km² da acque.

## Popolazione
Secondo il censimento del 2000, a Saratoga vivevano 1.726 persone, ed erano presenti 482 gruppi familiari. La densità di popolazione era di 195 ab./km². Nel territorio comunale si trovavano 939 unità edificate. Per quanto riguarda la composizione etnica degli abitanti, il 95,42% era bianco, lo 0,12% era afroamericano, lo 0,81% era nativo, lo 0,70% proveniva dall'Asia, lo 0,06% proveniva dall'Oceano Pacifico, l'1,56% apparteneva ad altre etnie e l'1,33% a due o più. La popolazione di ogni etnia ispanica corrispondeva al 4,11% degli abitanti.
Per quanto riguarda la suddivisione della popolazione in fasce d'età, il 23,1% era al di sotto dei 18, il 5,2% fra i 18 e i 24, il 25,3% fra i 25 e i 44, il 28,9% fra i 45 e i 64, mentre infine il 17,6% era al di sopra dei 65 anni di età. L'età media della popolazione era di 43 anni. Per ogni 100 donne residenti vivevano 100,9 maschi.